# Cromato de plomo(II)
El cromato de plomo(II) (también cromato plumboso en la nomenclatura cásica), es un compuesto químico inorgánico con la fórmula química  PbCrO4 .Tiene un color amarillo llamativo y muy poco soluble en agua. Debido a su insolubilidad en agua, es comúnmente usado como pigmento en pinturas con el nombre amarillo de cromo. Se presenta de forma natural como mineral de nombre crocoíta. En el laboratorio se  obtiene haciendo reaccionar una sal soluble de plomo(II) (por ejemplo nitrato de plomo(II)), con una sales solubles de cromato o de dicromato (como cromato de potasio o dicromato de potasio) en solución acuosa, produciendo un compuesto cuya coloración oscila entre amarillo y anaranjado, dependiendo del pH de la disolución.
El cromato de plomo(II) puede encontrarse con otros nombres tales como: Amarillo de cromo, ácido crómico de plomo(II), Amarillo 40-2250, crómico ventaja(II) sal, canary chrome amarillo 40-2250, Cromo verde, Cromo verde UC61, Cromo verde UC74, Cromo verde UC76, Cromo limón, dianichi chrome G amarillo, el limón amarillo, Amarillo del rey,  Amarillo de Leipzig, Amarillo limón, Amarillo de París, verde pigmento 15, cromato plumboso, Cromo limon puro L3GS, entre otros nombres.
Su masa molecular es de 323,19 g/mol
El cromato de plomo(II) es tóxico para los seres humanos. Puede atacarse fuertemente con Agente reductores, Combustibles y materiales orgánicos.

## Aplicaciones
El cromato de plomo(II) es usado en algunas composiciones pirotécnicas (Artículos pirotécnicos), especialmente cargas pirotécnicas, como Oxidante.
Hace algunos años su uso era amplio. El cromato de plomo(II) y cerusa (carbonato básico de plomo II), fueron las pinturas más comunes a base de Plomo existentes en el mercado .

## Obtención
El cromato de plomo(II) puede ser obtenido haciendo reaccionar Cromato de sodio con Nitrato de plomo(II) o reaccionando Óxido de plomo(II) con una solución de Ácido crómico.

## Reacciones
Calentando en solución de hidróxido produce cromo rojo (https://en.wikipedia.org/wiki/Chrome_orange)    un polvo rojo o naranja formado por PbO y Trióxido de cromo.
En una solución de hidróxido, el cromato de plomo(II) se disuelve parcialmente formando complejos hidroxilados de plomo.

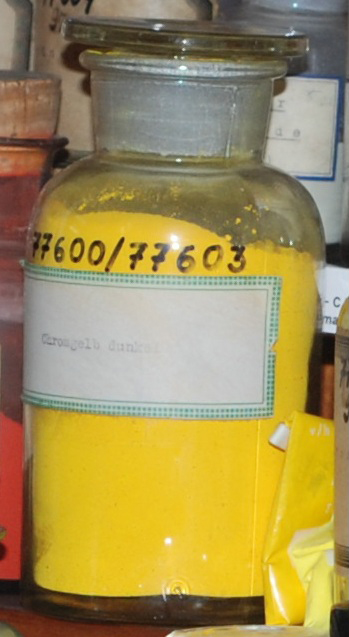
Cromato de plomo(II), colección histórica de pigmentos de la Universidad Técnica de Dresde, Alemania

{\displaystyle {\ce {PbCrO4 + 4OH- -> [Pb(OH)4]^2- + CrO4^2-}}}

## Riesgos de seguridad
Debido a que contiene Plomo y Cromo(VI), este compuesto es altamente tóxico.
El cromato de plomo(II) es venenoso y puede tener consecuencias fatales si es inhalado o ingerido.
El cromato de plomo(II) está considerado como Carcinógeno, Neurotoxina y Xenobiótico. Se sospecha que este compuesto es tóxico para el Aparato circulatorio, Riñón, Aparato respiratorio, Piel y Sistema inmunitario.

### Ingestión
Si se ingiere, la intoxicación producida puede ocasionar Dolor abdominal, Espasmo muscular, Náusea, Vómito y Cefalea. Si la intoxicación no es severa, se pueden experimentar varios síntomas tales como: Debilidad muscular, sabor metálico, mareo y Saturnismo, especialmente en forma de línea punteada de color azul oscuro a lo largo del borde gingival(Tejido gingival).

### Inhalación
Si se inhala y la intoxicación no es severa, se pueden experimentar diversos síntomas tales como: Odinofagia, Tos y Disnea. Una intoxicación severa puede ocasionar Edema pulmonar, así como varios síntomas derivados de la Dispepsia.